# Redruth
Redruth (/rəˈdruːð/, em córnico:  Resrudh) é uma cidade e paróquia civil da Cornualha, localizada na região sudoeste da Inglaterra. A população da cidade segundo o censo demográfico de 2011 era de 14.018 habitantes. No mesmo ano, a população da área urbana de Camborne e Redruth, que também inclui Carn Brea, Illogan e várias aldeias satélites, situou-se em 55.400 tornando-o o maior aglomeração na Cornualha.